# Nauendorf (Wettin-Löbejün)

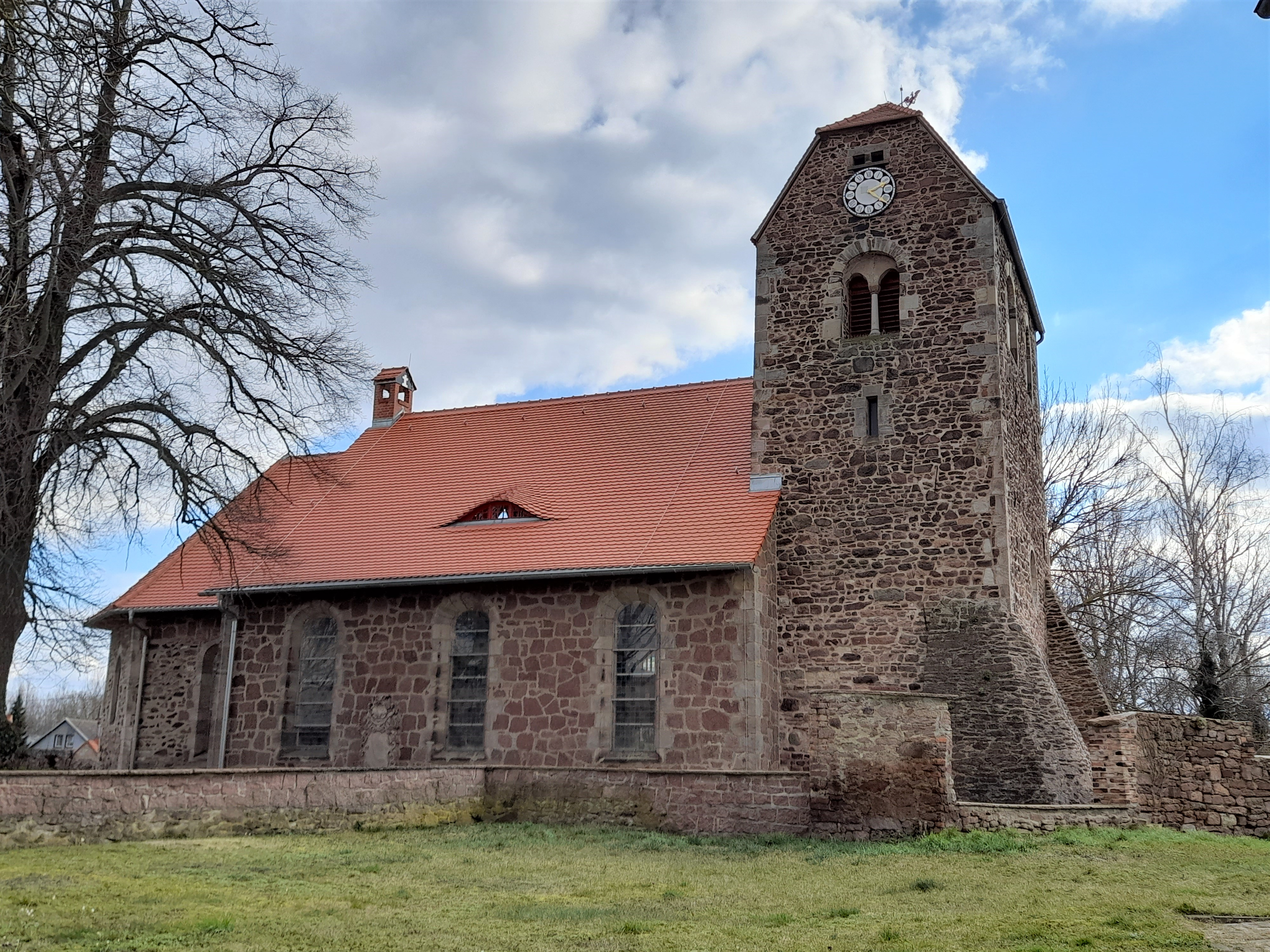
Dorfkirche St. Wenzel

Nauendorf ist ein Ortsteil der Stadt Wettin-Löbejün im nördlichen Saalekreis in Sachsen-Anhalt, Deutschland. 

## Geografie
Neben dem Ort Nauendorf gehören die Dörfer Kleinmerbitz, Merbitz und Priester zur Ortschaft. In Kleinmerbitz entspringt die Götsche.

## Geschichte
Bei Nauendorf sind 2024 bei Grabungen auf der Fläche des künftigen Stromtrasse Südostlink zwei 6.000 Jahre alte, überhügelte Totenhütten entdeckt worden. Diese Totenhütten gehören zur Baalberger Kultur, für die auch der trapezförmige Grundriss typisch ist. Experten vermuten weitere Totenhütten in der Umgebung.
Nauendorf wurde 1207 erstmals als „Niendorp“ urkundlich erwähnt. Der Ort gehörte zu dieser Zeit zur Grafschaft Wettin. Im gleichen Jahr übertrug Graf Friedrich II. von Brehna und Wettin seine Güter und das Patronat über die Kirche zu Niendorp dem Kloster Petersberg. 1288 veräußerte Graf Otto von Brehna die Grafschaft Wettin mit allem Zubehör an das Erzbistum Magdeburg. Dadurch kam Niendorp zum Amt Giebichenstein, dessen Amtssitz sich auf Burg Giebichenstein bei Halle befand. Im Jahr 1400 erhielt Heinrich von Merwitz Güter im Ort. Im 14. und 15. Jahrhundert haben mehrere Schriftvasallen bzw. Bürger aus Halle, Giebichenstein, Alsleben, Wettin und Rothenburg Besitzungen in „Nygendorff“.
Durch die Angliederung des Erzstifts Magdeburg an Preußen gehörte Nauendorf ab 1680 zum Saalkreis des brandenburg-preußischen Herzogtums Magdeburg. Mit dem Frieden von Tilsit wurde der Ort im Jahr 1807 dem Königreich Westphalen angegliedert und dem Distrikt Halle im Departement der Saale zugeordnet. Er gehörte zum Kanton Wettin, zeitweilig auch zum Kanton Löbejün. Nach der Niederlage Napoleons und dem Ende des Königreichs Westphalen befreiten die verbündeten Gegner Napoleons Anfang Oktober 1813 den Saalkreis. Bei der politischen Neuordnung nach dem Wiener Kongress 1815 wurde Nauendorf im Jahr 1816 dem Regierungsbezirk Merseburg der preußischen Provinz Sachsen angeschlossen und dem Saalkreis zugeordnet.
Mit der Eröffnung der Bahnstrecke Halle–Halberstadt erhielt Nauendorf im Jahr 1872 einen Bahnhof. Im Jahr 1900 wurde die Kleinbahnstrecke Nauendorf–Gerlebogk eröffnet. Auf dieser Strecke wurde der Reiseverkehr im Jahr 1963 jedoch wieder eingestellt.
Am 1. Juli 1950 erfolgte die Eingemeindung von Merbitz und Priester. Am 1. Januar 2011 wurden die Städte Löbejün und Wettin sowie die Gemeinden Brachwitz, Döblitz, Domnitz, Gimritz, Nauendorf, Neutz-Lettewitz, Plötz und Rothenburg, die zuvor bereits in der Verwaltungsgemeinschaft Saalkreis Nord zusammengeschlossen waren, zur neuen Stadt Löbejün-Wettin, die bereits am 7. April 2011 ihren jetzigen Namen Wettin-Löbejün erhielt, zusammengefasst.

## Politik

### Bürgermeister
Das ehrenamtliche Bürgermeisteramt der ehemaligen Gemeinde nahm der am 19. November 2006 gewählte Dietrich Schulze (SPD) wahr. Er war zuvor stellvertretender Bürgermeister.

### Wappen
Blasonierung: „Geteilter und halbgespaltener Schild, oben in Silber eine grüne Eiche, unten vorn in Blau ein silberner breitkrempiger Hut mit goldener Krone und silbernen herabhängenden verschlungenen Schnüren, unten hinten in Gold ein schwarzer silbern bewehrter Eberrumpf.“

## Verkehrsanbindung
Der öffentliche Personennahverkehr wird unter anderem durch den PlusBus des Mitteldeutschen Verkehrsverbund erbracht. Folgende Verbindung, betrieben von der Omnibusbetrieb Saalekreis, führt durch Nauendorf:
- Linie 330: Halle ↔ Morl ↔ Wettin ↔ Nauendorf ↔ Löbejün

Im Ort befindet sich ein Bahnhof an der Bahnstrecke Halle-Halberstadt. Auf der Kleinbahnstrecke Nauendorf–Gerlebogk wurden bis 1963 Personen befördert.
Die A 14, die von Leipzig nach Magdeburg führt, verläuft wenige Kilometer westlich und südlich des Orts. Die nächste Abfahrt ist „Halle-Trotha“.

## Persönlichkeiten
- Richard Wintzer (1866–1952), Maler, Illustrator, Komponist und Schriftsteller
- Heiner Lück (* 1954), Rechtswissenschaftler
- Helma Knorscheidt (* 1956), Leichtathletin
- Monika Lücke (* 1958), Historikerin